# Ytong

Ytong-Logo

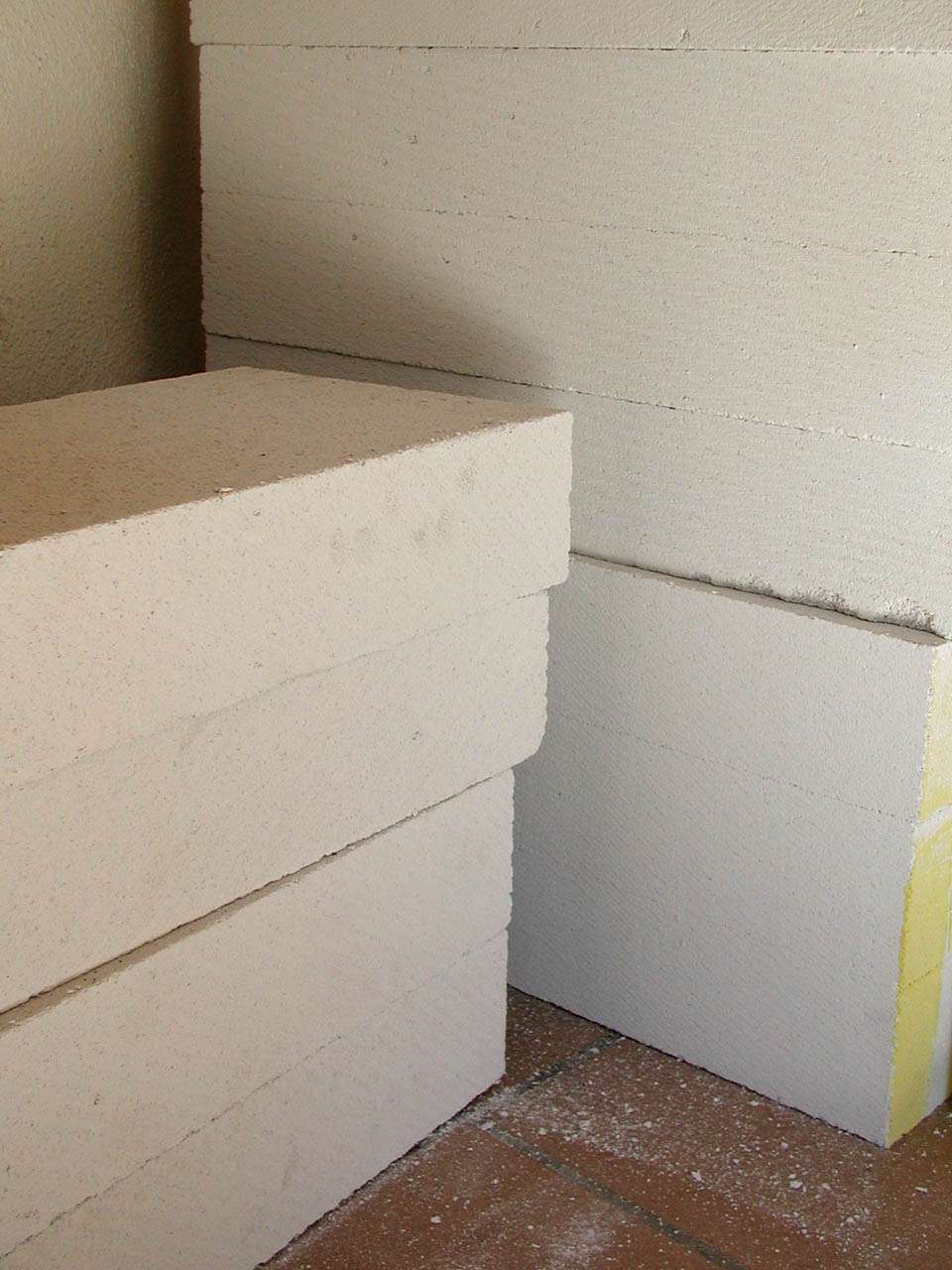
Ytong-Steine

Ytong ([ˈyːtɔŋ], in der Bildmarke in Großbuchstaben mit Unterstrich, siehe Logo rechts) ist ein Markenname des Unternehmens Xella für Wandbausteine aus Porenbeton. Ytong wird von Xella selbst und in einigen Ländern wie z. B. Israel und der Türkei von Lizenznehmern produziert. Der Name leitet sich von schwedisch Yxhults ånghärdade gasbetong ab und bedeutet dampfgehärteter Gasbeton aus Yxhult.

## Geschichte
Infolge des Ersten Weltkriegs herrschte in Schweden eine teilweise dramatische Energieknappheit. Da das Land kaum über eigene Energieträger verfügte, verschärfte die Regierung die Standards zur Wärmedämmung. So arbeiteten schwedische Wissenschaftler seit 1918 an der Entwicklung eines neuen Baustoffs, der hohe Wärmedämmung mit geringem Herstellungsenergieaufwand verbinden sollte. Weitere gewünschte Eigenschaften waren, dass er verwitterungsresistent und nicht brennbar sein sollte.
1923 fand der Architekt und Forscher Axel Erikson an der Technischen Hochschule Stockholm ein Verfahren zur Herstellung eines solchen Baustoffs. Aus einem Gemisch aus Kalk, Metallpulver und Schiefer produzierte er unter Dampfhärtung erstmals sogenannten Gasbeton (heute: Porenbeton). Dieses Verfahren darf man als geglückte Kombination des Verfahrens zur Kalksandsteinherstellung und der bereits üblichen Schaumbetonherstellung verstehen. Kalksandstein, ein dampfgehärteter Baustein, war zu dieser Zeit bereits etabliert, und der noch „neue“ Schaumbeton, aufgeschäumter Normalbeton, litt unter dem Mangel zu geringer Festigkeit. Der Mehrheitseigner der 1879 im schwedischen Kumla gegründeten und bis dahin mit dem Abbau der großen Kalksteinvorkommen nahe Yxhult beschäftigten Aktiengesellschaft Yxhult Stenhuggeri Aktiebolag, Karl August Carlèn, sah in dem neuen Verfahren große Chancen. Deshalb erwarb er 1928 eine Produktionslizenz und investierte in der Folge große Teile seines Vermögens in den Umbau des Steinmetzbetriebs zu einem Porenbetonwerk, so dass 1929 mit der industriellen Fertigung begonnen werden konnte.
Der neue Stein wurde zunächst unter dem Namen Yxhults Ånghärdade Gasbetong vertrieben. Die Kombination aus geringem spezifischem Gewicht bei relativ hoher Druckfestigkeit und der Möglichkeit der einfachen Bearbeitung – das Material lässt sich ähnlich leicht schneiden wie Holz, machten den neuen Stein rasch populär. Der ursprüngliche Name wurde zu Ytong abgekürzt und 1940 als Markenname registriert, womit er zur ersten eingetragenen Baustoffmarke der Welt wurde. 1960 wurde der Ytong-Planblock entwickelt, ein großformatiger Mauerstein von hoher Maßgenauigkeit, der mit Dünnbettmörtel verlegt werden konnte.
In Deutschland wurde dieses Verfahren 1958 von Reinhard Liebenow und Manfred Menning weiterentwickelt.

## Gegenwart
Gegenwärtig werden zur Herstellung von Ytong Quarzsand, Kalk, Zement, Wasser unter Zugabe einer geringen Menge Aluminiumpulver oder -paste verwendet (mehr Details siehe Artikel zu Porenbeton). Das Aluminiumpulver dient dabei als Treibmittel (Porenbildner), das ähnlich wie Backpulver im Kuchenteig wirkt: Im Rohgemisch entstehen zahlreiche kleinste, in sich abgeschlossene Lufteinschlüsse. Das Gemisch wird zunächst in große Rohformen gegossen. Nach dem Vorhärten werden die halbfesten Rohblöcke in die gewünschten Formate geschnitten und bei ca. 190 Grad Celsius unter einem Druck von 12 bar dampfgehärtet.
Das Unternehmen Ytong wurde 2001 durch Xella International (vormals Haniel-Bau-Industrie) mit Sitz in Duisburg von der englischen RMC Group (besser bekannt als „Readymix“) übernommen. Heutiger Eigentümer der luxemburgischen Holdinggesellschaft Xella International Holdings ist der Finanzinvestor Lone Star, der die Mehrheit an der Xella-Gruppe 2017 von den beiden Private-Equity-Gesellschaften PAI partners (Frankreich) und Goldman Sachs Capital Partners (USA) übernahm, welche die Xella-Gruppe im September 2008 von Haniel übernommen hatten.
Die Jahresproduktion von Ytong in Deutschland betrug 2005 knapp 7 Millionen Kubikmeter, die an ca. 32 Produktionsstandorten produziert wurden. Diese Menge entspricht dem Steinbedarf für etwa 125.000 Einfamilienhäuser. Mehr als die Hälfte der Porenbetonproduktion in Deutschland wird unter dem Markennamen Ytong durch Xella verkauft, den Rest produzieren und verkaufen die Firmen Porit, H+H International, Wüpor, Greisel, Solbet, Hansa-Domapor und Lemga. In Österreich wird fast ausschließlich Porenbeton von Ytong verkauft und im Xella-Standort in Loosdorf bei Melk mit rund 80 Mitarbeitern produziert.